# John Fisher (Politiker)

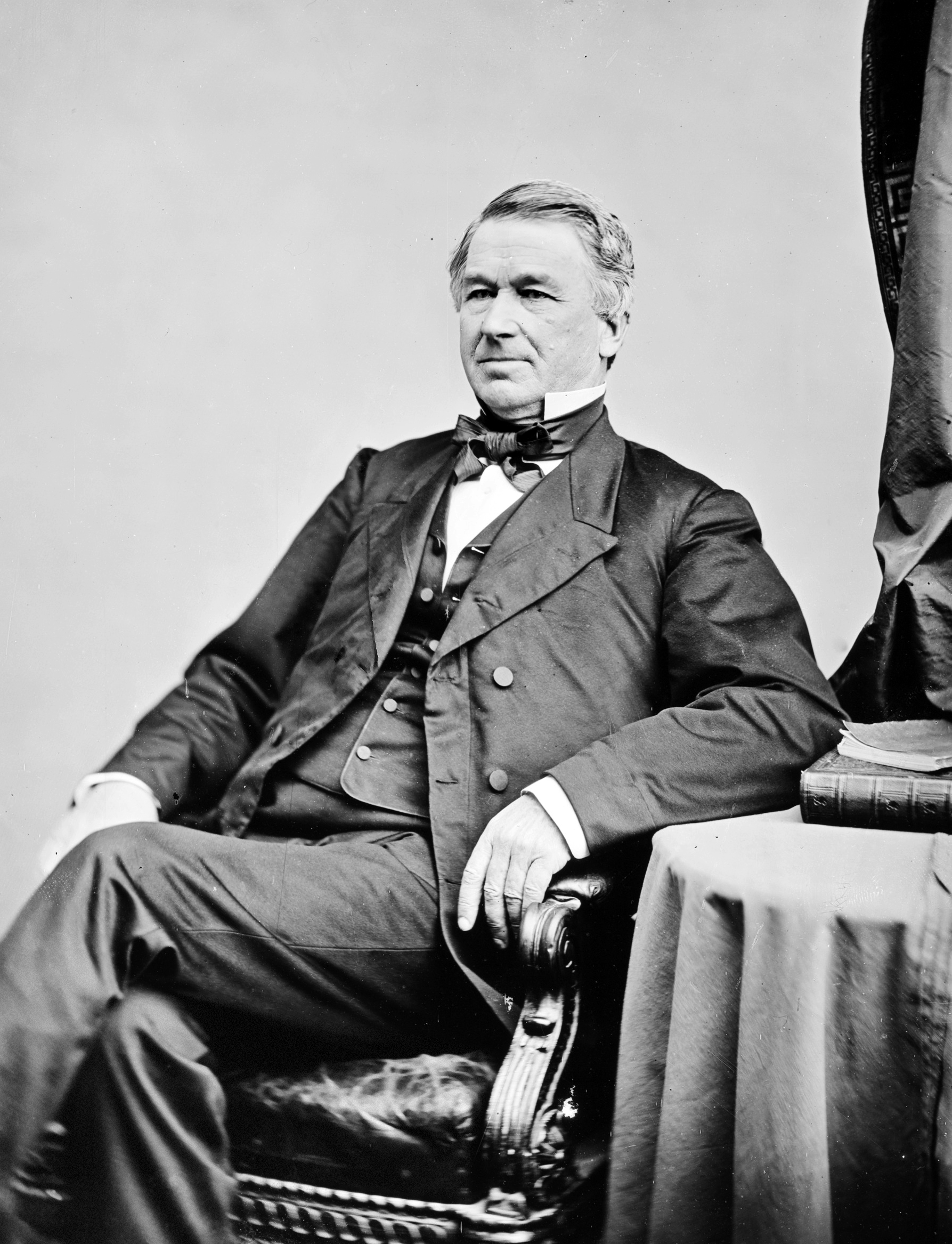
John Fisher während seiner Zeit als vierter Bürgermeister von Hamilton, ON

John Fisher (* 13. März 1806 in Londonderry, Rockingham County, New Hampshire; † 28. März 1882 in Batavia, New York) war ein US-amerikanischer Politiker. Zwischen 1869 und 1871 vertrat er den Bundesstaat New York im US-Repräsentantenhaus.

## Werdegang
John Fisher besuchte die öffentlichen Schulen seiner Heimat und arbeitete danach im Handel. Zwischen 1836 und 1856 leitete er eine Eisenschmelze in Hamilton (Kanada). In dieser Stadt in der kanadischen Provinz Ontario war er in den Jahren 1848 und 1849 Mitglied des Gemeinderates sowie 1850 Bürgermeister. Seit 1856 lebte er in Batavia im Staat New York. Von 1866 bis 1868 war er Staatsbeauftragter für die Gründung einer Blindenanstalt in Batavia. Außerdem leitete er eine Feuerversicherungsgesellschaft. Politisch schloss er sich der Republikanischen Partei an.
Bei den Kongresswahlen des Jahres 1868 wurde Fisher im 29. Wahlbezirk von New York in das US-Repräsentantenhaus in Washington, D.C. gewählt, wo er am 4. März 1869 die Nachfolge von Burt Van Horn antrat. Da er im Jahr 1870 nicht bestätigt wurde, konnte er bis zum 3. März 1871 nur eine Legislaturperiode im Kongress absolvieren. Während dieser Zeit wurde der 15. Verfassungszusatz ratifiziert.
Nach dem Ende seiner Zeit im US-Repräsentantenhaus arbeitete John Fisher wieder in der Feuerversicherungsbranche. Er starb am 28. März 1882 in Batavia, wo er auch beigesetzt wurde.